# Schorsbrand
Schorsbrand is het verbranden van het cambium van boomsoorten met een dunne schors, op plekken waar die schors plots wordt blootgesteld aan direct zonlicht. 
Het cambium is het weefsel vlak onder de schors dat zorgt voor de diktegroei van de boom. De plotse blootstelling aan licht kan zich bijvoorbeeld voordoen doordat de bomen rondom gekapt worden, of door het sterk opsnoeien van de boom. Soorten die hier gevoelig voor zijn, zijn beuk, haagbeuk en gewone esdoorn.
Schorsbrand is ook de benaming voor een aantasting van populieren door de schimmel Cryptodiaporthe populea.